# Astrid von Busekist
 (janvier 2024).
Si vous disposez d'ouvrages ou d'articles de référence ou si vous connaissez des sites web de qualité traitant du thème abordé ici, merci de compléter l'article en donnant les références utiles à sa vérifiabilité et en les liant à la section « Notes et références ».
Astrid von Busekist Sadoun est une politiste franco- israélienne[réf. nécessaire], professeure à Sciences Po.

## Biographie

### Formation et carrière
Après un baccalauréat européen, elle étudie les lettres modernes à la Sorbonne Nouvelle, l’histoire à Paris 1, obtient une maîtrise de lettres avant de suivre un Master en sciences politiques à Tufts University. Après un DEA et un doctorat soutenus à Paris-Dauphine en 1996, elle est recrutée maîtresse de conférences à Sciences Po Lille en 1997. À la suite de son agrégation en science politique, elle devient professeure à l’Université de Nice en 1999, puis est élue à Sciences Po en 2001.

### Activités éditoriales
Astrid von Busekist est directrice de la publication de Raisons Politiques. Elle dirige la collection Humanités politiques chez Albin Michel.

### Traductions
Astrid von Busekist a traduit deux livres de Philippe Sands (Retour à Lemberg, La Filière), de Michael Sandel (La Tyrannie du mérite), de Richard Sennett (Bâtir et Habiter, Une éthique pour la ville), et de Roger Scruton (Conservatisme).

## Ouvrages
- La Religion au Tribunal, Essai sur le délibéralisme, Paris, Albin Michel, 2023[2],[3],[4]
- Portes et Murs. Des Frontières en Démocratie, Paris, Albin Michel, 2016[5],[6],[7]
- Singulière Belgique, Paris, Fayard, 2012 (België Begrijpen, Antwerpen, De Bezijge Bij, 2013)[8],[9]
- Penser la politique, Paris, Presses de Sciences Po, 2010
- La Belgique, Politique des Langues et Construction de l’État, Louvain, De Boeck, Duculot, 1998[10]
- Nations et Nationalisme, 19e et 20e siècles, Paris, Armand Colin, 1997
- Avec Michael Walzer, Justice is Steady Work. A conversation about Politics and Political Theory, Cambridge, Polity Press, 2020 (trad. Astrid von Busekist, Penser la Justice, Paris, Albin Michel, 2020)[11],[12]
- Avec Jean Louise Cohen et Andrew Arato, Forms of Pluralism and Democratic Constitutionalism, New York, Columbia University Press, 2018

## Publications
- La Théorie Politique aujourd'hui, avec Benjamin Boudou, Raisons Politiques, Raisons Politiques 20 years / 20 ans, 2022, no 84[13]
- Cross-jurisdictional linguistic cooperation in multilingual federations. Proposals for Europe in Advances in Interdisciplinary Language Policy F. Grin, L. Maracz et N. Pokorn (ed.), Amsterdam, John Benjamin’s, 2022
- After Empire, in Nations and Nationalism, 2019[14]
- Idealism or pragmatism? Ad hoc multilingualism and open English, in The Politics of Multilingualism, P. Kraus et al. (ed), Amsterdam, J. Benjamins, 2018
- Language and Immigration: What can be Expected from Newcomers?, avec Benjamin Boudou, Language Policy and Linguistic Justice, M. Gazzola & al., Heidelberg, Springer, 2018[15]